# Il canto del boia
Il canto del boia (titolo originale The Executioner's Song ) è un romanzo dello scrittore statunitense Norman Mailer, pubblicato nel 1979. Appartenente al genere "true crime", il libro racconta gli eventi relativi alla pena capitale di Gary Gilmore, un criminale che, dopo una vita disastrata, compì un duplice omicidio particolarmente efferato e venne condannato a morte, ma rifiutò di presentare appello per procrastinare la morte, cercando invece di anticiparla: fu il primo cittadino americano ad esser giustiziato dopo un decennio di sospensione nello stato dello Utah.
Il libro vinse nel 1980 il Premio Pulitzer per la narrativa; nello stesso anno fu inoltre inserito nella lista dei finalisti per il National Book Award per la narrativa.
Nel 1982 dal libro venne tratta una miniserie televisiva diretta da Lawrence Schiller, che nel film si sostituì con un personaggio dal nome parzialmente modificato, e che nella versione originale conservò il titolo dell'opera letteraria, mentre in Italia fu trasmessa su Canale 5 con il titolo L'esecuzione e successivamente distribuito in DVD con il titolo La ballata della sedia elettrica. Il ruolo di Gary fu affidato a Tommy Lee Jones, che vinse un Emmy per questa interpretazione.

## Trama
Gary Gilmore ha passato più di metà della sua vita in carcere, collezionando una serie di reati piuttosto gravi, e la sua famiglia pensa che sia giunta l'ora di concedergli una possibilità concreta per rifarsi una vita. Sua cugina Brenda si è fatta garante per la libertà, gli ha trovato un lavoro e spera così di rieducarlo alla vita civile, nello stato dove la famiglia ha le sue radici, lo Utah, terra di tradizioni rigorose. Ma l'impronta del passato è dura da cancellare, e l'uomo si dimostra poco propenso ad accettare le regole della comunità, non riuscendo a lasciarsi alle spalle le abitudini acquisite in anni di detenzione ed illegalità. L'incontro con Nicole, giovane ragazza madre in cerca di una via d'uscita da un passato di abusi e vita allo sbando sembra rivelarsi propizio, e tra i due nasce una relazione molto intensa che però non riesce a stabilizzarsi e trovare un vero equilibrio, spingendo invece Gary sempre più sull'orlo di una crisi catastrofica. Quando dopo varie rotture e riconciliazioni la ragazza cerca definitivamente di rompere i rapporti, l'uomo sfoga la propria rabbia e la frustrazione rapinando ed assassinando due persone. Viene quindi velocemente catturato, e alla prima occasione confessa quanto fatto. L'unico suo interesse sembra quello di riallacciare il rapporto con Nicole, e attraverso le lettere che riceve dal carcere la ragazza capisce di essere ancora innamorata di quell'uomo, il cui destino sembra comunque segnato.
Il processo infatti si rivela poco più che una formalità, chiudendosi rapidamente con la condanna alla pena capitale, vista anche la scarsa collaborazione che Gary offre ai propri difensori, che decidono quindi di puntare tutto sull'appello. Lui però è di un altro parere, e sorprendendo tutti si rifiuta di opporsi alla sentenza. I suoi avvocati, anche se ricusati, scelgono di presentare comunque appello, costringendo Gary a procurarsi un nuovo avvocato, Dennis Boaz, personaggio decisamente originale. Ma il caso stesso è oramai uscito dai canoni abituali, mettendo di conseguenza in serio imbarazzo il sistema giudiziario, ed attirando inevitabilmente l'attenzione dei media. Una risonanza che diventa presto mondiale, accrescendosi ulteriormente in seguito al contemporaneo tentativo di suicidio di Gary e Nicole. Non bastasse tutto questo, si apre la caccia per assicurarsi i diritti sulla vicenda, che vede coinvolti due personaggi di notevole esperienza. A prevalere è Larry Schiller, ex fotografo di Life da qualche tempo impegnato nella gestione dei diritti mediatici in vicende di cronaca piuttosto controverse. Tra rinvii, udienze e trattative condotte dietro le quinte, Gary Gilmore non abbandona la sua decisione di farla finita chiedendo rispetto per questa sua scelta estrema, cercando inoltre di ottenere la possibilità di rimettersi in contatto con Nicole, prima con uno sciopero della fame, quindi tentando nuovamente di uccidersi, sempre senza successo. Quando i tentativi di bloccare l'esecuzione da parte degli oppositori della pena di morte si rivelano sempre meno efficaci, appare chiaro che l'ultima data fissata per l'esecuzione dovrebbe essere quella giusta. Ma proprio nell'imminenza dell'atto finale della vicenda alcuni appartenenti all'ACLU riescono ad ottenere una sospensione cautelativa, che però la pubblica accusa riesce precipitosamente ad annullare con una sentenza di segno opposto. L'esecuzione può così avere luogo come previsto, e alle 8:07 di lunedì 17 gennaio 1977 Gary Gilmore viene giustiziato tramite fucilazione, come da sua esplicita richiesta, lasciando alcune domande senza risposta, molti rimpianti, ed un ricordo indelebile nelle persone che l'hanno conosciuto.

## Personaggi
- Gary Mark Gilmore. Una vita spesa ad entrare ed uscire da centri di reclusione, sprecando un discreto talento per il disegno ed un'intelligenza non comune. Il suo carattere incostante e talvolta violento diventa però un nemico a cui non riesce a sfuggire.
- Nicole Kathryne Baker. Giovane ragazza che ha accumulato una lunga serie di esperienze infelici, e che nell'incontro con Gary si ritrova coinvolta nell'ennesima relazione pericolosa, rimanendone travolta.
- Lawrence Schiller. Dopo aver raggiunto come fotografo traguardi importanti, ha deciso di impegnarsi in esperienze diverse. Questa storia diventa per lui l'occasione per farsi strada in un mondo difficile, lasciandogli molto più di quanto pensava.
- Vern Nicol. Zio di Gary, uomo con la testa sulle spalle, si ritrova senza volerlo invischiato in questa drammatica vicenda, facendo il possibile per uscirne nel modo più dignitoso per sé e per gli altri componenti della famiglia.
- Brenda Nicol. Cugina di Gary, donna positiva che in quel parente dalla vita sfortunata aveva riposto molta fiducia, vedendola però tradita.

## Ricezione e critica
Il libro uscì due anni dopo la fine della vicenda di cui parla, e fu scritto da Mailer basandosi principalmente su documenti ufficiali e su centinaia di ore di registrazioni raccolte originariamente da Larry Schiller, poi integrate e rielaborate dallo scrittore e da suoi collaboratori, in seguito ad un accordo tra i due. La volontà di essere per quanto possibile fedele agli eventi portò Mailer ad adottare uno stile molto differente dal suo solito, cercando secondo il parere di molti critici (e dello stesso Truman Capote) di seguire l'esempio dell'ormai celebre A sangue freddo, in particolare nella prima parte del romanzo. Forse anche per questo, Mailer disse di non ritenere Il canto del boia una delle sue opere a cui si sentiva vicino, mentre secondo alcuni critici può essere annoverata tra le sue migliori in assoluto.

## Edizioni italiane
- Norman Mailer, Il canto del boia, collana Arcobaleno, traduzione di Ettore Capriolo, Milano, Arnoldo Mondadori Editore, novembre 1981.
- Norman Mailer, Il canto del boia, collana Oceani n.117, traduzione di Ettore Capriolo, Milano, La nave di Teseo, 2021, ISBN 978-88-346-0534-9.